# Abedalá II de Canem
Abedalá II (m. 1335) foi maí (rei) do Império de Canem da dinastia sefaua e governou de 1315 a 1335. Era filho de Cadai (r. 1248–1277) e sucedeu o primo Ibraim I (r. 1296–1315) após sua morte. Governou durante 20 anos até morrer de causas naturais na capital Anjimi. Com sua morte foi sucedido por seu filho Salmama II (r. 1335–1339). Ainda tinha como filhos Curi I (r. 1339–1340), Curi II (r. 1340–1341) e Maomé I (r. 1341–1342).